# Matchroom League 1988
Die Rothmans Matchroom League 1988 war ein professionelles Snooker-Einladungsturnier, das zwischen dem 23. Januar und dem 15. Mai 1988 im Rahmen der Saison 1987/88 als Liga an verschiedenen Orten in Europa ausgetragen wurde. Vorjahressieger Steve Davis konnte seinen Titel verteidigen; Platz 2 der Abschlusstabelle belegte der aufstrebende Schotte Stephen Hendry. Dem Engländer Tony Meo gelang im Verlaufe des Turnieres das erst fünfte offiziell anerkannte Maximum Break der Geschichte.

## Preisgeld
Das Turnier wurde von Barry Hearns Unternehmen Matchroom Sport veranstaltet und zusätzlich von Rothmans gesponsert. Insgesamt wurden 220.000 Pfund Sterling an Preisgeldern ausgeschüttet.
|                | Preisgeld |
| -------------- | --------- |
| Sieger         | 70.000 £  |
| Zweiter        | 30.000 £  |
| Dritter        | 25.000 £  |
| Vierter        | 20.000 £  |
| Fünfter        | 17.000 £  |
| Sechster       | 15.000 £  |
| Siebenter      | 13.000 £  |
| Achter         | 11.000 £  |
| Neunter        | 9.000 £   |
| Zehnter        | 5.000 £   |
| Höchstes Break | 5.000 £   |
| Insgesamt      | 220.000 £ |

## Turnierverlauf
Im Gegensatz zum Vorjahr durften dieses Mal auch Spieler teilnehmen, die nicht bei Matchroom Sport unter Vertrag standen. Die Spiele fanden diesmal nicht nur an verschiedenen Orten im Vereinigten Königreich statt, sondern auch an anderen Orten in Europa. Die zehn Teilnehmer spielten das Turnier als Jeder-gegen-jeden-Turnier aus; jedes Gruppenspiel ging über acht Frames, somit waren also auch Unentschieden möglich.

### Spiele
Die Auflistung der Spiele folgt der alphabetischen Darstellung der Datenbank CueTracker.
| Spiel | Spieler 1       | Ergebnis | Spieler 2       |
| ----- | --------------- | -------- | --------------- |
| 1     | Steve Davis     | 4:4      | Terry Griffiths |
| 2     | Steve Davis     | 08:08    | Jimmy White     |
| 3     | Steve Davis     | 35:35    | Willie Thorne   |
| 4     | Steve Davis     | 35:35    | Tony Meo        |
| 5     | Steve Davis     | 35:35    | Cliff Thorburn  |
| 6     | Steve Davis     | 35:35    | Neal Foulds     |
| 7     | Steve Davis     | 35:35    | Dennis Taylor   |
| 8     | Steve Davis     | 4:4      | Stephen Hendry  |
| 9     | Neal Foulds     | 35:35    | Cliff Thorburn  |
| 10    | Neal Foulds     | 26:26    | Dennis Taylor   |
| 11    | Neal Foulds     | 26:26    | Joe Johnson     |
| 12    | Neal Foulds     | 35:35    | Willie Thorne   |
| 13    | Neal Foulds     | 4:4      | Stephen Hendry  |
| 14    | Neal Foulds     | 4:4      | Terry Griffiths |
| 15    | Terry Griffiths | 4:4      | Cliff Thorburn  |
| 16    | Terry Griffiths | 35:35    | Tony Meo        |
| 17    | Terry Griffiths | 35:35    | Joe Johnson     |
| 18    | Terry Griffiths | 35:35    | Dennis Taylor   |
| 19    | Stephen Hendry  | 17:17    | Joe Johnson     |
| 20    | Stephen Hendry  | 17:17    | Dennis Taylor   |
| 21    | Stephen Hendry  | 26:26    | Terry Griffiths |
| 22    | Stephen Hendry  | 26:26    | Tony Meo        |
| 23    | Stephen Hendry  | 26:26    | Cliff Thorburn  |

| Spiel | Spieler 1       | Ergebnis | Spieler 2       |
| ----- | --------------- | -------- | --------------- |
| 1     | Steve Davis     | 4:4      | Terry Griffiths |
| 2     | Steve Davis     | 08:08    | Jimmy White     |
| 3     | Steve Davis     | 35:35    | Willie Thorne   |
| 4     | Steve Davis     | 35:35    | Tony Meo        |
| 5     | Steve Davis     | 35:35    | Cliff Thorburn  |
| 6     | Steve Davis     | 35:35    | Neal Foulds     |
| 7     | Steve Davis     | 35:35    | Dennis Taylor   |
| 8     | Steve Davis     | 4:4      | Stephen Hendry  |
| 9     | Neal Foulds     | 35:35    | Cliff Thorburn  |
| 10    | Neal Foulds     | 26:26    | Dennis Taylor   |
| 11    | Neal Foulds     | 26:26    | Joe Johnson     |
| 12    | Neal Foulds     | 35:35    | Willie Thorne   |
| 13    | Neal Foulds     | 4:4      | Stephen Hendry  |
| 14    | Neal Foulds     | 4:4      | Terry Griffiths |
| 15    | Terry Griffiths | 4:4      | Cliff Thorburn  |
| 16    | Terry Griffiths | 35:35    | Tony Meo        |
| 17    | Terry Griffiths | 35:35    | Joe Johnson     |
| 18    | Terry Griffiths | 35:35    | Dennis Taylor   |
| 19    | Stephen Hendry  | 17:17    | Joe Johnson     |
| 20    | Stephen Hendry  | 17:17    | Dennis Taylor   |
| 21    | Stephen Hendry  | 26:26    | Terry Griffiths |
| 22    | Stephen Hendry  | 26:26    | Tony Meo        |
| 23    | Stephen Hendry  | 26:26    | Cliff Thorburn  |

| Spiel | Spieler 1      | Ergebnis | Spieler 2       |
| ----- | -------------- | -------- | --------------- |
| 24    | Joe Johnson    | 4:4      | Steve Davis     |
| 25    | Tony Meo       | 26:26    | Joe Johnson     |
| 26    | Tony Meo       | 35:35    | Neal Foulds     |
| 27    | Tony Meo       | 4:4      | Cliff Thorburn  |
| 28    | Dennis Taylor  | 4:4      | Tony Meo        |
| 29    | Dennis Taylor  | 4:4      | Willie Thorne   |
| 30    | Dennis Taylor  | 08:08    | Joe Johnson     |
| 31    | Cliff Thorburn | 17:17    | Joe Johnson     |
| 32    | Cliff Thorburn | 26:26    | Jimmy White     |
| 33    | Cliff Thorburn | 26:26    | Dennis Taylor   |
| 34    | Willie Thorne  | 4:4      | Tony Meo        |
| 35    | Willie Thorne  | 4:4      | Terry Griffiths |
| 36    | Willie Thorne  | 35:35    | Joe Johnson     |
| 37    | Willie Thorne  | 26:26    | Cliff Thorburn  |
| 38    | Willie Thorne  | 26:26    | Jimmy White     |
| 39    | Willie Thorne  | 26:26    | Stephen Hendry  |
| 40    | Jimmy White    | 4:4      | Neal Foulds     |
| 41    | Jimmy White    | 4:4      | Stephen Hendry  |
| 42    | Jimmy White    | 35:35    | Tony Meo        |
| 43    | Jimmy White    | 35:35    | Dennis Taylor   |
| 44    | Jimmy White    | 26:26    | Joe Johnson     |
| 45    | Jimmy White    | 26:26    | Terry Griffiths |

| Spiel | Spieler 1      | Ergebnis | Spieler 2       |
| ----- | -------------- | -------- | --------------- |
| 24    | Joe Johnson    | 4:4      | Steve Davis     |
| 25    | Tony Meo       | 26:26    | Joe Johnson     |
| 26    | Tony Meo       | 35:35    | Neal Foulds     |
| 27    | Tony Meo       | 4:4      | Cliff Thorburn  |
| 28    | Dennis Taylor  | 4:4      | Tony Meo        |
| 29    | Dennis Taylor  | 4:4      | Willie Thorne   |
| 30    | Dennis Taylor  | 08:08    | Joe Johnson     |
| 31    | Cliff Thorburn | 17:17    | Joe Johnson     |
| 32    | Cliff Thorburn | 26:26    | Jimmy White     |
| 33    | Cliff Thorburn | 26:26    | Dennis Taylor   |
| 34    | Willie Thorne  | 4:4      | Tony Meo        |
| 35    | Willie Thorne  | 4:4      | Terry Griffiths |
| 36    | Willie Thorne  | 35:35    | Joe Johnson     |
| 37    | Willie Thorne  | 26:26    | Cliff Thorburn  |
| 38    | Willie Thorne  | 26:26    | Jimmy White     |
| 39    | Willie Thorne  | 26:26    | Stephen Hendry  |
| 40    | Jimmy White    | 4:4      | Neal Foulds     |
| 41    | Jimmy White    | 4:4      | Stephen Hendry  |
| 42    | Jimmy White    | 35:35    | Tony Meo        |
| 43    | Jimmy White    | 35:35    | Dennis Taylor   |
| 44    | Jimmy White    | 26:26    | Joe Johnson     |
| 45    | Jimmy White    | 26:26    | Terry Griffiths |

### Tabelle
| Pos. | Spieler         | Partien | S | U | N | Frames | Diff. |
| ---- | --------------- | ------- | - | - | - | ------ | ----- |
| 1    | Steve Davis     | 9       | 6 | 3 | 0 | 45:27  | +18   |
| 2    | Stephen Hendry  | 9       | 5 | 3 | 1 | 46:26  | +20   |
| 3    | Willie Thorne   | 9       | 4 | 3 | 2 | 41:31  | +10   |
| 4    | Neal Foulds     | 9       | 4 | 3 | 2 | 40:32  | +8    |
| 5    | Jimmy White     | 9       | 4 | 2 | 3 | 34:38  | −4    |
| 6    | Terry Griffiths | 9       | 3 | 4 | 2 | 35:37  | −2    |
| 7    | Cliff Thorburn  | 9       | 3 | 2 | 4 | 37:35  | +2    |
| 8    | Tony Meo        | 9       | 2 | 3 | 4 | 34:38  | −4    |
| 9    | Dennis Taylor   | 9       | 1 | 2 | 6 | 30:42  | −12   |
| 10   | Joe Johnson     | 9       | 0 | 1 | 8 | 18:54  | −36   |

## Century Breaks
Acht Spielern gelang während des Turnieres mindestens ein Century Break; insgesamt kamen so 16 Breaks von mindestens 100 Punkten zusammen.
| Tony Meo        | 147                     |
| Neal Foulds     | 141, 127, 102, 101 (2×) |
| Terry Griffiths | 137, 110                |
| Willie Thorne   | 137                     |

| Jimmy White    | 133                |
| Stephen Hendry | 128, 126, 111, 104 |
| Cliff Thorburn | 112                |
| Dennis Taylor  | 103                |